# Love Bites
| 전문가 평가                   | 전문가 평가 |
| 평가 점수                     | 평가 점수   |
| 출처                          | 점수        |
| ----------------------------- | ----------- |
| AllMusic                      | [ 1 ]       |
| Classic Rock                  | 8/10        |
| Mojo                          | [ 3 ]       |
| Q                             | [ 4 ]       |
| Record Collector              | [ 5 ]       |
| The Rolling Stone Album Guide | [ 6 ]       |
| Spin Alternative Record Guide | 8/10        |
| Uncut                         | 9/10        |
| Vox                           | 7/10        |

《Love Bites》는 영국의 펑크 록 밴드 버즈콕스의 두 번째 스튜디오 음반이다. 1978년 9월 22일 유나이티드 아티스츠 레코드를 통해 발매되었다.
이 음반은 발매 당시 영국 음반 차트에서 13위로 정점을 찍었고, 《Love Bites》는 가장 높은 차트를 기록한 음반이 되었다.

## 배경 및 제작
《Love Bites》는 그들의 데뷔 음반인 《Another Music in a Different Kitchen》이 발매된 지 6개월도 되지 않은 1978년 7월과 8월에 2주 반 동안 버즈콕스에 의해 녹음되고 프로듀서 마틴 루셴트와 믹싱되었다. 이 음반은 광범위한 투어 일정 중에 녹음되었다.
기악곡 〈Late for the Train〉은 존 필의 BBC 라디오 1 쇼에서 베이시스트 스티브 가비의 기악곡 〈Walking Distance〉와 함께 처음 연주되고 녹음되었다.
〈Just Lust〉의 공동 집필 크레딧은 버즈콕스의 당시 매니저였던 리처드 분의 필명인 앨런 다이얼에게 주어졌다.
〈Nostalgia〉는 뉴캐슬 밴드 페너트레이션에 의해 녹음되기도 했는데, 1978년 버즈콕스와 함께 영국의 〈Entertaining Friends〉 투어에 동행했다.

## 커버 아트
음반 소매에 있는 손으로 그린 대본은 벨기에의 초현실주의 예술가 르네 마그리트의 그림을 의식적으로 참고한 것이다. 밴드의 소매 삽입 에어브러쉬 삽화는 더 워스트의 리듬 기타리스트인 로빈 우트라치크의 것이다.

## 곡 목록
| #   | 제목                                                    | 작사·작곡                 | 재생 시간 |
| --- | ------------------------------------------------------- | ------------------------- | --------- |
| 1.  | 〈Real World〉                                          | 피터 셸리                 | 3:29      |
| 2.  | 〈Ever Fallen in Love (With Someone You Shouldn't've)〉 | 셸리                      | 2:40      |
| 3.  | 〈Operator's Manual〉                                   | 셸리                      | 3:30      |
| 4.  | 〈Nostalgia〉                                           | 셸리                      | 2:51      |
| 5.  | 〈Just Lust〉                                           | 셸리, 리처드 분           | 2:57      |
| 6.  | 〈Sixteen Again〉                                       | 셸리                      | 3:14      |
| 7.  | 〈Walking Distance〉                                    | 스티브 가비               | 1:58      |
| 8.  | 〈Love Is Lies〉                                        | 스티브 디글               | 3:10      |
| 9.  | 〈Nothing Left〉                                        | 셸리                      | 4:23      |
| 10. | 〈E. S. P.〉                                            | 셸리                      | 4:39      |
| 11. | 〈Late for the Train〉                                  | 셸리, 디글, 존 마허, 가비 | 5:51      |